# غاستون أغيري
غاستون أغيري (بالإسبانية: Gastón Aguirre)‏ (11 نوفمبر 1981 في الأرجنتين - ) هو لاعب كرة قدم أرجنتيني في مركز الدفاع. شارك مع منتخب الأرجنتين لكرة القدم. أما مع النوادي، فقد لعب مع أوليمبو ونادي سان لورينزو ونيولز أولد بويز وClub Atlético Temperley ‏.

## وصلات خارجية
- غاستون أغيري على موقع قاعدة بيانات كرة القدم.إي يو (الإنجليزية)
- غاستون أغيري على موقع Soccerway.com (الإنجليزية)